# 台北春季電腦軟體展
台北春季電腦軟體展是一項由台北市電腦商業同業公會主辦的消費性資訊平台展覽，素有台灣全年3C銷售景氣指標的內銷展覽之一。

## 外部連結
- 台北春季電腦展官方網站 （页面存档备份，存于）（繁體中文）
- 台北市電腦商業同業公會 （页面存档备份，存于）（繁體中文）